# Missa Brevis (Bernstein)
La Missa Brevis di Leonard Bernstein è un'ambientazione musicale di parti della messa ordinaria in latino per un coro misto a cappella con assolo di controtenore e percussioni. È anche l'ultima opera corale completa di Bernstein, a causa della sua morte un anno dopo il suo completamento nel 1989.

## Panoramica
L'origine del brano risiede nella musica corale di scena che Bernstein aveva composto per un adattamento dell'opera di Jean Anouilh L'Alouette, diretta da Lillian Hellman nel 1955. La trama del dramma copre gli eventi che circondano Giovanna d'Arco e il suo processo. Questo portò Bernstein a comporre la musica corale che rendesse sonorità dal medioevo al primo Rinascimento in termini di qualità e consistenza, per adattarsi all'atmosfera dello spettacolo.
Robert Shaw, direttore dell'Orchestra Sinfonica di Atlanta, andò a vedere una delle prime esibizioni dello spettacolo. Dopo lo spettacolo Shaw si avvicinò a Bernstein e suggerì che la musica di scena del coro fosse adattata in un pezzo corale unificato per produrre un'avvincente missa brevis. Trentatré anni dopo, Bernstein seguì il suggerimento di Shaw e completò Missa Brevis in onore del ritiro di Shaw dalla carica di direttore musicale dell'Orchestra Sinfonica di Atlanta nel 1988. Shaw in seguito diresse la prima e registrò il lavoro con il Coro Sinfonico di Atlanta.
Strutturalmente Missa Brevis incorpora quattro delle tradizionali cinque sezioni del rito Ordinario, più due sezioni extra aggiunte, "Benedictus" e "Dona Nobis Pacem". Bernstein scelse di omettere la sezione Credo ("Credo in un solo Dio"); la ragione di questa omissione è sconosciuta.
In questa prima registrazione del brano non sono stati eseguiti alcuni passaggi del testo liturgico del Gloria e dell'Agnus Dei. Questi passaggi furono successivamente aggiunti per la pubblicazione della partitura da Bernstein con l'assistenza di George Steel.
La Missa Brevis di Bernstein viene ancora eseguita frequentemente. La sua lunghezza la rende adatto ad essere utilizzata in un ambiente liturgico ed è abbastanza consistente da essere utilizzata come brano fisso in concerto.

## Strumentazione
Il lavoro è composto principalmente da un coro misto a cappella. La maggior parte delle parti delle percussioni sono opzionali, ad eccezione di due serie di campane o carillon, da posizionare su entrambi i lati del ritornello. Molti dei movimenti richiedono un controtenore solista. Le indicazioni stabiliscono che può essere eseguita anche da un ragazzo contralto o anche da una donna contralto (a differenza dei suoi Chichester Psalms, che proibisce tutte le soliste femminili).
Le rappresentazioni della versione rivista richiedono circa 11 minuti e mezzo; La registrazione di Shaw della versione originale dura circa 9 minuti e mezzo.

## Movimenti

### Kyrie
Scritto nella chiave di do maggiore, con estensioni oltre l'armonia funzionale, questo movimento dura solo tredici battute. Mentre la maggior parte delle impostazioni del "Kyrie" si concentra sulla parola "eleison" ("abbi pietà"), Bernstein si concentra, attraverso la ripetizione e l'allungamento, sulla parola "Kyrie" ("Signore"). Il focus sulla parola "Kyrie" crea una qualità percussiva nel movimento quando ogni "k" viene suonata. Secondo le annotazioni di Bernstein, il movimento dovrebbe crescere lentamente, fino a raggiungere un forte alla misura otto, per poi diminuire verso una mezza cadenza che porta all movimento successivo. L'attenzione di Bernstein sulla parola "Kyrie", combinata con il contrasto dinamico lento ma drastico, crea un senso di supplica intensa.

### Gloria
La maggior parte del materiale di questo movimento deriva direttamente dal coro de L'Alouette intitolato Gloria. Tuttavia è allungato nella partitura pubblicata di Missa Brevis per adattarsi al testo aggiuntivo di "Laudate dominum".
Sebbene il movimento tonale sia centrato sul la, il frequente posizionamento di Bernstein di toni non armonici non risolutivi crea ambiguità nella tonalità. Le prime undici misure oscillano tra la maggiore e la minore prima di assestarsi in una sorta di mi minore nella misura dodici. Serve come introduzione al controtenore solista.
Le venticinque battute successive adatta il testo "laudamus te". Qui Bernstein modula da mi minore a mi maggiore, inserendo il movimento nel testo "gratias", che continua a spostarsi tra do maggiore e fa maggiore per circa quattordici battute. Stabilendosi in do minore, Bernstein inizia "Domine deus", la porzione di testo più lunga del movimento. Continua in "quoniam" e termina il movimento in do minore con campane che suonano fortissimo.

Bernstein enuncia le istruzioni per suonare la campana come segue:
"Ci sono due serie di campane, una in ciascuna ala o su ciascun lato del ritornello, ciascuna con almeno tre note diverse (qualsiasi nota, ma preferibilmente che copre un'ampia gamma). Le note dovrebbero essere suonate una alla volta nel tempo più rapido possibile."
Il linguaggio armonico in questo movimento è stato descritto come una miscela di stili medievali e rinascimentali con gli stili musicali dell'America della metà del XX secolo. La musica è stata anche descritta come contenente "ritmi vitali" e "armonie pungenti" — una buona descrizione generale di Missa Brevis nel suo insieme.
Gloria non è solo il movimento più lungo della Missa Brevis, ma anche il più difficile da cantare. Il movimento richiede un'accordatura perfetta con un canto di tono dritto, il tutto mantenendo una tessitura alta per soprani, tenori e bassi. Come tutti gli altri movimenti di Missa Brevis, Gloria è completamente a cappella, a parte le percussioni, che fornisce poco aiuto in termini di altezza per i cantanti, che spesso cantano toni aggiunti senza accordi. Una combinazione di questi fattori può rendere difficile mantenere una buona intonazione durante tutto il movimento.

### Sanctus
Bernstein impiega diversi modi in Sanctus, un movimento avvincente in termini di tonalità. Molto si sposta tra il sol maggiore e una sorta di modo dorico ambientato in sol. L'assolo di controtenore è una caratteristica principale di questo movimento. Dopo le prime quattro misure, contrassegnate da misterioso e piano, Bernstein crea ciò che ricorda un organum. Con ogni parte del coro che sostiene un bordone sui toni di sol e re, il controtenore solista canta liberamente un canto misolidio che inizia con "Deus, Deus Sabaoth".
Lo spostamento dell'omofonico eppure come un discanto uso dell'armonia seguito da bordoni con florida attività melodica perpetua ulteriormente una qualità medievale. Bernstein crea efficacemente un'estetica che ricorda la musica del XIV secolo.

### Benedictus
Sebbene inizi una nuova serie di testi, Benedictus è una continuazione del Sanctus. Questo semi-movimento procede utilizzando lo stesso formato strutturale delineato in Sanctus. Gran parte di esso coinvolge il controtenore solista che esegue un recitativo simile a un canto seguito da una risposta corale sul testo "osanna in excelsis".
La dinamica potrebbe essere descritta come esplosivamente contrastante. L'uso del crescendo in questa parte dell'opera è piuttosto ampio e c'è un frequente movimento tra forte e piano.

### Agnus Dei
Bernstein guida il materiale di apertura del Gloria all'inizio di Agnus Dei. Gli accordi di apertura sono quasi esattamente gli stessi. Tonalmente si avventura da la maggiore e la minore a fa diesis minore alla ripetizione trovata sulla battuta 15. Per la misura 30, Bernstein si sofferma sull'implementazione di fa diesis maggiore per finire sul testo "qui tollis peccata mundi" ("che toglie i peccati del mondo ").

### Dona Nobis Pacem
Una continuazione dell'Agnus Dei, Dona Nobis Pacem inizia quando la sezione precedente del movimento si assesta da fa diesis maggiore in una fluttuazione di la maggiore e la minore. Il risultato riporta il centro tonale al do maggiore alla misura 11. È qui che Bernstein inizia a utilizzare una scala graduale di sei note che inizia su do come base per il materiale melodico.
Ritmicamente questa sezione finale di Missa Brevis è molto simile alla danza. Impiega il metro triplo e sebbene non sia annotato come tale, sembra spostarsi tra 34 e 68. Anche la percussione è incaricata di improvvisare la sua parte, rendendo ogni esecuzione del brano unica nel timbro e nella consistenza.

## Incisioni
A differenza di molte delle opere di Bernstein, Missa Brevis è una di quelle che il compositore non ha mai eseguito o registrato; morì un anno dopo il suo completamento. Il lavoro è stato registrato per la prima volta nel 1989 dall'Atlanta Symphony Chorus sotto la direzione di Robert Shaw in un CD che contiene anche esecuzioni dei Chichester Psalms di Bernstein e del Belshazzar’s Feast di Walton, nella sua forma originale e senza il testo aggiunto successivamente nel Gloria.
La prima registrazione del lavoro rivisto è stata fatta dalla BBC Symphony Orchestra and Chorus e dai BBC Singers sotto la direzione di Leonard Slatkin nel 2003.
Altre registrazioni includono quelle dell'SWR Vokalensemble, diretto da Marcus Creed; Stephen Layton con Polyphony; e Marin Alsop con la São Paulo Symphony Orchestra.

## Accoglienza
Missa Brevis ha ricevuto alcune recensioni favorevoli come una composizione di Bernstein. L'opera attira una certa attenzione in quanto è unica tra le opere corali di Bernstein. La miscela medievale e rinascimentale in cui Bernstein compose l'opera non si vede nelle altre sue opere. Il contrappunto in Missa Brevis è stato descritto come eccellente. È stato definito un "gioiello compatto" dall'American Record Guide. Una recensione in Gramophone ha affermato che il particolare requisito di ensemble dell'opera mette in risalto le sfumature medievali e conferisce al lavoro un "tocco moderno".